# I'm Still Here (Sia)
I'm Still Here è un singolo della cantante australiana Sia, pubblicato il 12 ottobre 2018 per il lancio della sua collaborazione con l'azienda francese Repetto.
In Italia è stato il 72º singolo più trasmesso dalle radio nel 2019.

## Tracce
1. I'm Still Here – 4:01